# Alexandra Lacrabère
Alexandra Lacrabère (født 27. april 1987 i Pau, Frankrig) er fransk håndboldspiller som spiller højre back for TMS Ringsted og for Frankrigs kvindehåndboldlandshold.

## Karriere
Hun deltog under Sommer-OL 2008 i Beijing, hvor Frankrig, endte på en femteplads,  og ved VM i Kvindehåndbold 2011 i Brasilien, hvor Frankrig blev nummer to. Hun er åbent lesbisk. I 2016 skiftede hun til den makedonske klub ŽRK Vardar. Hun vendte hjem til fransk håndbold i 2018 til Fleury Loiret HB, efter at ŽRK Vardar valgte at satse mere på herreafdelingen i klubben.
Hun var med til at vinde OL-guld i håndbold for Frankrig, ved Sommer-OL 2020 i Tokyo, efter finalesejr over Rusland, med cifrene 30-25.